# スズキ・アルト (8代目)
HA36型アルト（ALTO HA36）は、2014年よりスズキが製造・販売するハッチバック型軽自動車。アルトの8代目に当たるモデルで、セダンがHA36S型、バンがHA36V型となる。日本市場向けは2021年11月26日を以って生産終了。以後、パキスタンでの現地向けモデルの生産が継続されている。
セダンはマツダ向けにOEM供給も行われており、同社では7代目 HB36S型キャロルとして販売されていた。2019年にはスズキのパキスタン子会社パックスズキモーター社が660cc仕様のままカラチ近郊の同社工場での生産を開始し、初の「海外でノックダウン生産される軽自動車」になった。

## 概要
2014年12月22日にアルトの8代目モデルとして発売された。このモデルは「原点回帰」という考えのもと、初代アルトの商品力が強く意識されている。初代アルトは47万円という低価格戦略によりヒットしたが、8代目アルトでは650kgという軽い車重や市販車トップの37.0km/Lという数字の達成、またかつてのアルトのようなシンプルさを目標に開発された。
先代である7代目モデルにはダイハツ・ミライースに対抗するため、低燃費に特化したモデルとして「アルトエコ」が設定されていた。アルトエコの最終モデルの燃費は35.0km/Lであったが、8代目モデルではアルトエコの最終モデルを更に2.0km/L上回る37.0km/Lの燃費性能を達成したため、燃費性能特化モデルのアルトエコはアルトへ吸収するかたちで廃止された。
また、2015年3月11日にはターボエンジン搭載のホットハッチモデル「ターボRS」も追加されている。このモデルには2代目の途中から5代目・前期型まで設定されていた「ワークス」の名称は付いていないが、これは「ターボRS」が「ワークス」よりもより多くの顧客に向けたモデルだからであり、よりスパルタンな位置づけのモデルが出るとしたら「ワークス」の名称が使われるとも示唆されている。その後、同年12月24日に「ワークス」が公式発表・発売され、約15年ぶりに復活した。
製造は、日本国内では静岡県湖西市の湖西工場にて行われていた。

## メカニズム

### パワートレイン
燃費性能は前輪駆動・CVT車で市販車トップの37.0km/L（JC08モード、燃費不正計測問題を受けて国土交通省が行った調査では38.3km/Lであった）を達成している。この燃費性能は8代目モデルの企画当初より目標とされていたが、アルトという低価格を売りにする商品の性格上、マイルドハイブリッドシステム「S-エネチャージ」の採用は見送られた。8代目モデルに搭載されるのは従来型同様直列3気筒 R06A型だが、軽量化・小型化・高効率化が図られている。組み合わせられるトランスミッションは、グレードにより、CVT、5速MT、そしてスズキの乗用車としては初めて採用される5速AGS（ロボタイズドMT）が設定される。この5速AGSアルトは燃費性能（JC08モード）と購入者が路上走行する実燃費（e燃費）がほぼ一致する。
搭載されるR06A型自然吸気エンジンは型式こそ従来モデルと変わらないものの、シリンダーヘッドがエキゾーストマニホールドとの一体型に刷新されており、それ以外にも熱効率の向上のために圧縮比の向上（11.2から11.5へ）や外部EGRの採用などが行われている。これにより、出力・トルクの値は変わらないものの、燃費性能が向上し、同時に低中域トルクが向上している。また、5速MT車およびバンモデルではコスト上の理由のために吸排気VVTが省略されており、出力・トルクの数字は小さくなっている。
「ターボRS」には、R06A型のターボエンジンが搭載されるが、従来型の同エンジンに比べて最大トルクは3N·m向上している。自然吸気エンジン同様にシリンダーヘッドは新設計となっており、またターボチャージャーも新設計されて低中速域重視のセッティングに変更され、ターボラグも20%改善している。「ターボRS」のトランスミッションには5速AGSのみが設定されるが、これはターボエンジン専用にギア比が変更されている。
「ワークス」も「ターボRS」同様にR06A型ターボエンジンを搭載するが、エンジン制御プログラムを採用した専用チューニングにより、最大トルクを「ターボRS」よりもさらに2N·m向上し、100N·mに強化。トランスミッションは「VP」や「F」同様に5速MTと5速AGSの2種類が用意されており、5速MTは1速から4速をクロスレシオ化し、専用設計のショートストロークシフトを採用。また、クラッチペダルストロークに対してトルク伝達がリニアに立ち上がる専用設計のクラッチ荷重特性とした。5速AGSは変速スピードを短縮するために、変速制御プログラムに専用チューニングを施した。
また、「ワークス」の5AGS車と「ターボRS」にはシフトレバーにマニュアルモードを搭載しており、レバー操作やステアリングホイールに装備したパドルシフトでシフトチェンジが可能である。
| 仕様              | エンジン | 排気量 (cc) | 気筒配列  | 動弁機構 | 吸気方式 | 最高出力 (kW (PS)/rpm) | 最大トルク (Nm (kgm)/rpm)   |
| ----------------- | -------- | ----------- | --------- | -------- | -------- | ---------------------- | --------------------------- |
| F 5MT車、バン全車 | R06A型   | 658         | 直列3気筒 | DOHC     | 自然吸気 | 36 kW (49 PS) / 6,500  | 58 N⋅m (5.9 kg⋅m) / 4,000   |
| CVT車、F 5AGS車   | R06A型   | 658         | 直列3気筒 | DOHC     | 自然吸気 | 38 kW (52 PS) / 6,500  | 63 N⋅m (6.4 kg⋅m) / 4,000   |
| アルト ターボRS   | R06A型   | 658         | 直列3気筒 | DOHC     | ターボ   | 47 kW (64 PS) / 6,000  | 98 N⋅m (10.0 kg⋅m) / 3,000  |
| アルト ワークス   | R06A型   | 658         | 直列3気筒 | DOHC     | ターボ   | 47 kW (64 PS) / 6,000  | 100 N⋅m (10.2 kg⋅m) / 3,000 |

### ボディ・シャシ
軽量化のため、プラットフォームは全面的に刷新されている。スズキの軽自動車用プラットフォームとしては第5世代目に当たるこのプラットフォームは今後、スズキの他モデルに採用していくもので、アルトが皮切りとなっている。このプラットフォームには、後に「HEARTECT」（ハーテクト）の名がついた。
従来、フルモデルチェンジの際には、部分的に従来モデルの構造をキャリーオーバーするという事例が多く、そのため構造の結合部分が脆弱になっており、その補強のために車重がかさんでしまっていた。そのため、このモデルではプラットフォームを一から完全に新設計としており、軽量化を実現している。
スズキはおよそ30年間にわたり、軽自動車のリアサスペンションに「アイソレーテッド・トレーリング・リンク（I.T.L.）」と称する形式（前輪駆動車、四輪駆動車共に3リンク式サスペンション）を採用し続けてきたが、このモデルでは前輪駆動車のリアサスペンションが市場における主流の方式であるカップルドビームタイプのトーションビーム式に刷新された（四輪駆動車は引き続きI.T.L.式を採用）。この変更は軽量化・コスト・スペース効率・走行性能など総合的な検討の結果行われており、またアルトより採用された新プラットフォームが軽自動車だけでなくAセグメント車への展開も想定されており、その点からもトーションビーム式が適切だと判断された。さらに、「X」・「ターボRS」・「ワークス」の前輪駆動車にはリアスタビライザーが追加される。フロントサスペンションはマクファーソンストラット式を継承するものの、こちらも設計は刷新されており、サスペンションストロークを前15 %、後26 %増大することで乗り心地の改善が図られている。「ターボRS」や「ワークス」はサスペンションに専用チューニングを施し、KYB製の専用ショックアブソーバーが採用されているほか、「ターボRS」ではブッシュ類もすべて専用設計となっている。
軽量化のため、ボディの980 MPa級高張力鋼板の使用率を全体の16 %まで引き上げており、これにより強度を保ちながら板厚を薄くすることで、ボディシェル重量は約15 %軽量化されている。また構造も見直されたことにより、曲げ剛性や捩り剛性はそれぞれおよそ30 %向上している。「ターボRS」では、ストラットタワーバーの採用や高剛性フロントメンバーの採用、スポット溶接28点増し打ちなどにより、さらに剛性を高めている（捩り剛性は5 %、ストラットアッパー部横剛性は14 %向上）。また、樹脂製フェンダーの採用などの軽量化策もとられており、従来比で60 kgの軽量化がなされた。
タイヤサイズは、「X」・「ターボRS」・「ワークス」は165/55R15で、それ以外のグレードには145/80R13となる。また、13インチタイヤ装着車のうち、バン「VP」のみフルホイールキャップが装着されず、15インチタイヤ装着車にはENKEI製アルミホイールが装着される。13インチ車にはダンロップ エナセーブEC300が、「X」にはブリヂストン ECOPIA EP150が、「ターボRS」・「ワークス」にはブリヂストン POTENZA RE050Aが装着される。
リアブレーキは全車リーディング・トレーリングだが、フロントブレーキは、「ターボRS」と「ワークス」がベンチレーテッドディスクブレーキで、それ以外のグレードはソリッドディスクとなる。
また、5AGS車とCVT車はインパネシフトを採用した。

### 安全装備・その他
安全装備については、アルトでは初となるレーダーブレーキサポート（衝突被害軽減ブレーキ）をはじめ、誤発進抑制機能、エマージェンシーストップシグナルが導入され、「ワークス」の5AGS車及び「X」と「ターボRS」に標準装備、「L」・「S」及び「F」とバン「VP」の5AGS車に「レーダーブレーキサポート装着車」としてオプション設定した。これにより、バン「VP」の「レーダーブレーキサポート装着車」は商用車初となるASV（先進安全自動車）となったが、2019年7月2日現在「VP」でそのオプションが廃止されてしまっている。そのほか、7代目まではグレード別設定（標準装備又はメーカーオプション設定）だった4輪ABS（EBD・ブレーキアシスト付）やアルトでは初採用のESPは「ターボRS」や「ワークス」を含めたセダン全車に標準装備。4輪ABSのオプション設定自体が無かったバン「VP」についても4輪ABSやESPが標準装備されている。さらに、セダン全車には運転席のみだったシートベルトリマインダーを助手席にも拡大した。
2018年12月の一部仕様変更では、乗用モデルにおいて衝突被害軽減ブレーキがレーザーレーダーに単眼カメラが搭載されたデュアルセンサーブレーキサポートとなり、併せて、車線逸脱警報機能、ふらつき警報機能、先行車発進お知らせ機能、ハイビームアシストが追加。併せて、リアバンパーに4ヶ所の超音波センサーが内蔵されたことで後退時の衝突被害軽減ブレーキとなる後退時ブレーキサポートやリアパーキングセンサーも備わり、誤発進抑制機能は前方に加えて後方にも追加された。これらの装備は従来から標準装備されている「ワークス」の5AGS車と「X」に加え、「S」にも標準装備化された。「F」の5AGS車と「L」は従来通りオプション設定だが、名称が「スズキ セーフティ サポート」に改められた。なお、エマージェンシーストップシグナルはセットオプションから切り離され、従来設定されていなかった「F」や「ワークス」の5MT車を含めて乗用モデル全グレード標準装備となった。この衝突被害軽減ブレーキの変更に伴い、バン「VP」は2019年7月の仕様変更で衝突被害軽減ブレーキ、誤発進抑制機能、エマージェンシーストップシグナルが非装備となった。
そのほか、ステアリング機構には軽自動車で初となる可変ギアレシオステアリングを採用し、フロントドアには1段目の開き幅を小さくした中間2段ストッパーを採用した。

## デザイン
アルトは伝統的に女性の顧客が多く、特に6代目や7代目アルトのデザインは女性が強く意識されていた。しかし、競合車との差を埋めるために新規顧客の獲得が必要となり、8代目アルトは男性にも女性にも向いたデザインとなるように意識されている。特に、デザイナーのスズキ四輪デザイン部企画管理課チーフデザイナー・内山一史が「我々の先輩が初代アルトをどのような気持ちで作ったのか。それをヒントにしながらこのクルマをデザインした」と語っているとおり、「原点回帰」というコンセプトのもと、初代アルトにあったシンプルさを顧み、ターゲットを絞らないデザインが目標とされている。
元々のデザイン案としては、先代モデルの雰囲気を残したものなどもあったが、結局は大きくイメージの変わったデザイン案が新鮮さを評価されて採用されている。特にヘッドランプは「目力」の強さが意識されており、ヘッドランプを囲む眼鏡をモチーフとしたヘッドランプガーニッシュ「めがねガーニッシュ」も採用されている。なお、このデザインに関して、日刊工業新聞は和田智をデザイナーとして起用していると報じているが、スズキはこの件については肯定も否定もしていない。
パッケージングの面では、室内空間の拡大が重視され、前後リアオーバーハングを詰めることでホイールベースは先代モデルよりも60mm延長されて2,460mmとなっている。これにより、室内長が145mm延長されて2,040mmとなり、前後乗員間距離が85mm長い900mmとなっている。また、空力性能改善による燃費性能の向上のため、全高は45mm低くなっている。この点に関しては、室内空間への犠牲が憂慮されたが、エクステリアのプロポーションを考慮しても全高を下げたほうが良いと考えられ、実現している。また、乗降性を向上するため、ヘッドクリアランスを確保しつつも前席の着座位置は20mm、後席は5mmそれぞれ上昇している。
インテリアは、軽量化への貢献のため、部品点数を抑えることが重視されて設計されている。エクステリアに合わせるように、インテリアのデザインは非常にシンプルなものとなっており、スズキのモデルに多い助手席トレーを装備しないことで、シンプルさを演出するとともに、足元空間も広げられている。また、フロントシートはヘッドレスト一体型（ハイバックシート）となったほか、リアシートについては一部グレードに設定されていた分割可倒式が無くなり、全グレード一体可倒式となった。
「ターボRS」や「ワークス」では、内外装のデザインが標準車と差別化されている。外装では、「ターボRS」はカラードドアミラーや「TURBO RS」ロゴ入りのボディサイドデカール、バンパーロアガーニッシュ（フロント・リア）、ルーフエンドスポイラーに赤いアクセントが施される。「ワークス」はヘッドランプにブラックメッキが、バンパーロアガーニッシュにガンメタが、フロントブレーキキャリパーに赤色（レッド塗装）が、「WORKS」ロゴ入りのボディサイドデカールは黒色が施されるほか、フロントバンパーには赤字で「WORKS」のロゴが入ったカーボン調アッパーガーニッシュが追加される。内装では、セダンやバン「VP」がダークグレーとアイボリーの2トーンを採用している一方で、「ターボRS」はブラック基調になっており、部分的に赤いアクセントが追加されている。「ワークス」もブラック基調で、部分的に赤いアクセントを追加しているほか、ステンレス製ペダルプレートを追加している。また、シート形状も変更されており、「ターボRS」では専用表皮となり、サイドサポートも追加。「ワークス」はフロントに専用設計のレカロシートを採用する。
なお、「F」・「L」・「S」及びバン「VP」に装備されているフェンダーサイドターンランプのレンズが歴代では4代目以来、現在の軽自動車規格のアルトでは初となるアンバー色となった。
ボディカラーは、7代目から継続設定される4色に、他のスズキ車に採用されている「フィズブルーパールメタリック」や「パールホワイト（オプションカラー）」、新規色である「ピュアレッド」や「シフォンアイボリーメタリック」を加えた8色が用意される。白系色はグレードにより異なり、「F」・「L」・「S」は「スペリアホワイト」、「X」・「ターボRS」・「ワークス」は「パールホワイト」となり、バンモデルは「S」以下のグレードと同じ「スペリアホワイト」1色のみの展開となる。ホットハッチモデルである「ターボRS」は「パールホワイト」・「ピュアレッド」・「ブルーイッシュブラックパール3」の3色、「ワークス」は「ターボRS」と同一のカラーバリエーションに専用色の「スチールシルバーメタリック（オプションカラー）」を加えた4色をそれぞれ設定する。
2016年12月に初代モデルからの国内累計販売台数（アルトラパンを除く）がスズキ車初の500万台達成を記念し、3代目アルトラパン設定色である「フレンチミントパールメタリック」、「コフレピンクパールメタリック」、「フォーンベージュメタリック」の3色が「L」・「S」専用の特別設定色として追加された（なお、これらのボディカラーは2017年5月の仕様変更に伴い販売終了）。
さらに、「X」は一部のボディカラーに限り、バックドアをミディアムグレーに変更した2トーンカラー仕様「2トーンバックドア仕様」もオプションで設定されていた。
2018年12月の一部仕様変更では、アルトは内装色が変更となり、シート表皮色をネイビー（バン「VP」はライトグレー）に、インパネとドアトリムガーニッシュの色をグレージュにそれぞれ変更するとともに、「X」に設定されていた「2トーンバックドア仕様」を廃止。「ワークス」はボディカラーが一部変更となり、「ピュアレッド」を廃止（アルト専用色へ移行）する替わりに、新たな専用色として、既に他の車種で設定されている「ブリスクブルーメタリック」が追加設定された。

## ラインアップ
グレード構成としては、4ナンバー登録となるバンモデルの「VP」、そして乗用車モデルとしては下から「F」、「L」、「S」、「X」、そして、ターボエンジンを搭載するスポーティーモデルの「ターボRS」と「ワークス」の全7グレードが設定される。全グレードで前輪駆動車と四輪駆動車のいずれも選択でき、トランスミッションは、「VP」・「F」・「ワークス」には5速MTおよび5速AGSが（ただし「VP」の四輪駆動車にはMTは設定されない）、「ターボRS」には5速AGSのみが設定され、それ以外のグレードは全車CVTとなる。
バンモデルの「VP」のみ樹脂バンパー（材料着色）で、それ以外はカラードバンパー（塗装）が装着される。また、「L」以上のグレードではカラードドアハンドルが、「S」以上のグレードではカラードドアミラーが装着され、「X」・「ターボRS」・「ワークス」ではドアミラーがLEDサイドターンランプ内蔵・リモート格納付となる。ホイールは「X」・「ターボRS」・「ワークス」が15インチアルミホイールで、「S」以下のグレードは13インチのスチールホイールとなる。
バン「VP」は手動式ウインドー、AM/FMラジオ（スピーカー付）、スペアタイヤ、センターキャップなどを装備。「F」ではフロント2スピーカー、フロントパワーウインドー、ラゲッジアンダーボックスなどが追加され、オーディオはCDプレーヤー（AM/FMラジオ付）となる。「L」ではエコクール、リアパワーウインドー、エネチャージ、アイドリングストップシステムなどを追加、「S」では電動格納式リモコンドアミラー、運転席・助手席バニティミラー（チケットホルダー付）、運転席シートリフター、リアシートヘッドレスト、スモークガラス（リアドア・バックドア）などを追加、「X」ではキーレスプッシュスタートシステム、チルトステアリング、イモビライザーなどが追加され、エアコンがフルオートタイプに、アンテナがルーフタイプにそれぞれ変更される。「ターボRS」・「ワークス」では前述のとおりそれぞれの専用の各種内外装パーツが追加されるほか、ディスチャージヘッドランプ（ハイ/ロービーム、オートレベリング機構付）、マルチリフレクターハロゲンフォグランプ、オートライトシステム、タコメーター、パドルシフトなどが装備され、オーディオレス仕様となる。さらに、「ターボRS」は助手席シートバックポケットが、「ワークス」はメーター内にターボ過給圧が高くなった時に白から赤に変化するブーストインジケーターがそれぞれ装備される。
また、ディーラーオプションの純正アクセサリーにてスズキでは3車種目となる200mmワイドDINサイズのカーナビゲーションに対応したオーディオ交換ガーニッシュ（200mmワイド用）が用意されており、装着することで200mmワイドDINサイズカーナビゲーション（スズキ純正品・市販品問わず）の装着が可能となる。

## 年表
- 2014年（平成26年）
  - 12月12日 - スズキのアルト公式ブランドサイト内にティザーサイトを設置。同サイトの中で、発売日がアナウンスされた[12]。
  - 12月22日 - 公式にフルモデルチェンジし、同日より販売開始。CMキャラクターには女性タレントのベッキーを起用[13]。キャッチコピーは「好きになるのに、1秒もいらない。」。また、CMソングにはJ・ガイルズ・バンドの『堕ちた天使』が起用された。
  - （補足）12月25日 - 3日遅れでキャロルもフルモデルチェンジを発表。
- 2015年（平成27年）
  - 1月9日 - この日から3日間開催された「東京オートサロン2015 with NAPAC」に「ターボRSコンセプト」を参考出品[14]。
  - （補足）1月30日 - 7代目キャロル販売開始。
  - 3月11日 - 「ターボRS」を公式発表し、同日より販売開始[15]。
  - 4月1日 - 仕様変更。乗用モデルは新たに設けられた「平成32年度燃費基準[注釈 28]」を全車で達成。特に、「F」の前輪駆動・5AGS車及び「L」・「S」・「X」は「平成32年度燃費基準+20%」、「F」の前輪駆動・5MT車と四輪駆動・5AGS車は「平成32年度燃費基準+10%[注釈 28]」をそれぞれ達成した。商用モデルの「VP」は前輪駆動・5AGS車が燃費基準の区分変更に対応し、「平成27年度燃費基準+25%」を達成した。
  - 9月29日 - 2015年度グッドデザイン賞を受賞したことを発表（スズキの四輪車では3代目アルトラパン、6代目エブリイ/3代目エブリイワゴン、SX4 S-CROSS、4代目ソリオ/2代目ソリオバンディットと同時に受賞した）[16]。
  - 10月28日 - 「東京モーターショー2015」に追加公開される参考出品車として、8代目ベースの「アルトワークス」を出展する事を発表[17]。
  - 11月10日 - 2016年次RJCカー・オブ・ザ・イヤーを3代目アルトラパンと共に受賞[18][19]。
  - 12月1日 - 「ワークス」のティザーサイトが開設され、発売日がアナウンスされる。
  - 12月7日 - 2015-2016日本カー・オブ・ザ・イヤー「スモールモビリティ部門賞」を3代目アルトラパンと共に受賞[20]。
  - 12月24日 - 「ワークス」を公式発表し、同日より販売開始[21]。
- 2016年（平成28年）
  - 3月2日 - イードが運営する携帯端末向け燃費管理サービス「e燃費」が、この1年間にユーザーから投稿された給油量や走行距離から算出した燃費データを基に、実用燃費とカタログ燃費達成率のランキングを作成し、優れた数値を記録した車種及びメーカーを表彰する「e燃費アワード 2015-2016」において、CVT車が24.3km/Lを記録し、軽自動車部門で1位を獲得するとともに、総合部門でも1位を獲得してハイブリッド車を上回る実燃費の高さが証明され、先代の派生車種である「アルトエコ」を含めて総合3連覇を達成した[22]。
  - 12月13日 - 前日の12月12日にラパンを除くアルトのみでの国内累計販売台数がスズキ車で初めてとなる500万台達成を記念し、「L」・「S」専用の特別設定色3色を追加することを発表した（12月20日販売開始）[23]。
- 2017年（平成29年）
  - 4月1日 - 仕様変更。「L」・「S」・「X」において燃費基準の区分変更に対応し、前輪駆動車は「平成32年度燃費基準+50%[注釈 29]」、四輪駆動車は「平成32年度燃費基準+30%[注釈 28]」をそれぞれ達成した。
  - 4月3日 - 「e燃費アワード 2016-2017」において、CVT車が23.5km/Lを記録し、軽自動車部門で2年連続となる1位を獲得した[24]。
  - 5月1日 - 仕様変更。「X」・「ターボRS」・「ワークス」専用のオプションカラーにおいて、「パールホワイト」と入れ替えで6代目ワゴンR/4代目ワゴンRスティングレーなどに設定されている「ピュアホワイトパール」に入れ替え[注釈 30]（「X」に設定の「パールホワイト ミディアムグレー2トーンバックドア」も同様に「ピュアホワイトパール ミディアムグレー2トーンバックドア」に入れ替え）。併せて、「L」・「S」に設定されていた特別設定色3色の販売を終了した。
- 2018年（平成30年）
  - 3月14日 - 「e燃費アワード 2017-2018」において、CVT車が23.8km/Lを記録し、軽自動車部門で3年連続となる1位を獲得した[25]。
  - 4月1日 - バン「VP」を仕様変更。従来は「レーダーブレーキサポート装着車」に設定されていたESP、ヒルホールドコントロール、4輪ABSが標準装備化され、ESPと4輪ABSは5MT車にも標準装備された。また、5AGS車にメーカーオプションの「フロントパワーウィンドー装着車」が新たに設定された（本オプションを装着した場合、アクセサリーソケットも装備される）。
  - 12月13日 - 乗用モデル（「ワークス」を含む）を一部仕様変更（2型）[26]。安全装備の充実化、アルトの内装色変更、「ワークス」の一部ボディカラー入れ替えに加え、「S」と「X」は「ワークス」に採用されているディスチャージヘッドランプのメーカーオプション設定が追加された。これに伴い、「ターボRS」が廃止（販売終了）となった。
- 2019年（平成31年/令和元年）
  - 3月12日 - 「e燃費アワード 2018-2019」において、CVT車が22.8km/Lを記録し、軽自動車部門で4年連続となる1位を獲得した[27]。
  - 6月13日 - 初代モデルの発売から40周年を記念した特別仕様車「Lリミテッド」を発売[28]。

「L」の「スズキ セーフティ サポート装着車」をベースに、ドアミラーとガラスを一つ上のグレードである「S」と同じ仕様へグレードアップされ、ドアミラーは電動格納式リモコンカラード（4WD車はヒーテッド付）に、ガラスはリアドアとバックドアがスモークとなったことで全面UVカット機能付となった。内装はエアコンサイドルーバーリングとエアコンセンタールーバーを最上級グレードの「X」と同じサテンメッキ調に変更するとともに、ブラックのインパネカラーパネル、ピアノブラック調のドアアームレスト、メッキのインサイドドアハンドルを採用。ベース車に装着のエネチャージエンブレムは「40th Anniversary」の専用エンブレムに置き換わる。
なお、ベース車では設定が無いディスチャージヘッドランプのメーカーオプションが特別設定されるほか、オーディオレス仕様となる（ベース車では標準装備されているCDプレーヤーはメーカーオプションにて装備可能）。
ボディカラーはベースグレードに設定の3色（ピュアレッド、ブルーイッシュブラックパール3、シルキーシルバーメタリック）に、本来は「X」専用色の「ピュアホワイトパール（オプションカラー）」と、「ワークス」専用色で特別設定色の「ブリスクブルーメタリック」の全5色が設定される。
  - 7月1日 - バン「VP」を仕様変更。5AGS車において「レーダーブレーキサポート装着車」のメーカーオプション設定が廃止された。
- 2020年（令和2年）
  - 10月14日 - 乗用モデル（「ワークス」を含む）を一部仕様変更（3型）[29]。グレード構成の見直しにより「X」が廃止され、「ワークス」の2WD車は5MTのみの設定となる。併せて、「L」はドアミラーが電動格納式カラードに、「S」はエアコンがフルオートにそれぞれグレードアップするとともに、「S」には新たにメーカーオプションとして「アップグレードパッケージ[注釈 31]」が設定され、本オプションを設定した場合にはバックアイカメラが無償で装着可能となる[注釈 32]。ボディカラーは「F」・「L」・「S」において赤系が「ピュアレッド」と入れ替えで、アルトエコに設定されていた「フェニックスレッドパール」が設定され、「S」は「ホワイト」に替わって「X」専用色だった「ピュアホワイトパール（メーカーオプション）」に変更された。従来はグレード別設定[注釈 33]だったオートライトシステムが法規対応に伴って「F」と「L」にも拡大して全車標準装備化され、同時に、エンジンを切って運転席ドアを開けると自動でヘッドライトが消灯するライト自動消灯システムが全車に標準装備された。また、今回の一部仕様変更でWLTCモードによる燃料消費率・排出ガスに対応（「L」・「S」はJC08モードによる燃料消費率も併記）し、「F」の5AGS車及び「L」・「S」は「平成30年排出ガス基準50%低減レベル（☆☆☆☆）」、「ワークス」は「同25%低減レベル（☆☆☆）」認定をそれぞれ取得したが、「L」と「S」はJC08モードでの燃料消費率が低下したことにより、2WD車は「2020年度燃費基準+30%」達成、4WD車は「同+20%」達成となり、「F」の2WD車はWLTCモードで2020年度燃費基準を達成した。
- 2021年（令和3年）
  - 4月 - 仕様変更。「F」の5AGS車並びに「L」・「S」が2030年度燃費基準に対応し、「F」の2WD・5AGS車と「L」・「S」の2WD車は「2030年度燃費基準85%達成」、「F」の4WD・5AGS車と「L」・「S」の4WD車は「同80%達成」となった[30]。
  - 7月30日 - バン「VP」が一足先に生産終了[31]。同時に公式ホームページへの掲載終了。以後、流通在庫分のみの対応・販売となり、これにより軽ボンネットバンとしてのアルトの商標は8代42年の歴史に幕を下ろす事となると共に、新車販売における軽ハッチバックセダンと車体を共有する軽ボンネットバンが消滅した。
  - 11月26日 - ワークスを含む国内仕様乗用モデルの生産終了。以後、流通在庫分のみの販売となる。
  - 12月21日 - 9代目（HA37S/97S型）モデルへの移行開始に伴い、ワークス、およびバン「VP」を含む日本市場向け8代目モデルの新車登録を全て完了。
    - なお、アルトバン「VP」の事実上の後継車は9代目にモデルチェンジされたアルトのA系グレード[注釈 34]および既存のエブリイならびにスペーシアベース[注釈 35]となる。また、セダンのMT車はスズキ・ワゴンR[注釈 36]が代替車種となるが、セダンのAGS車とワークスの後継モデルは現時点では無い。